# Solenopsis rugiceps
Solenopsis rugiceps är en myrart som beskrevs av Mayr 1870. Solenopsis rugiceps ingår i släktet eldmyror, och familjen myror. Inga underarter finns listade i Catalogue of Life.